# Saint-Flour-de-Mercoire
Saint-Flour-de-Mercoire (okcitán nyelven Sant Flor de Mercoira) község Franciaország déli részén, Lozère megyében. 2011-ben 185 lakosa volt.

## Fekvése
Saint-Flour-de-Mercoire a Margeride-hegység keleti előterében fekszik, Langogne-tól 6 km-re délnyugatra, a Langouyrou-patak völgye felett 1050 méteres (a községterület 954-1229 méteres) tengerszint feletti magasságban. Délről a Mercoire-erdőség masszívuma és hatalmas erdeje övezi.
Nyugatról Rocles, északról Langogne, keletről Luc, délnyugatról pedig Cheylard-l’Évêque községekkel határos.
A községet érinti az N88-as (Mende-ot Langogne-al összekötő) főút. A D71-es megyei út Cheylard-l’Évêque (9 km) és a Mercoire-erdőn keresztül Belvezet felé teremt összeköttetést.
A községhez tartozik Les Huttes, L’Herm  és Le Choisinès.

## Története
A falu a történelmi Gévaudan tartományhoz tartozott. A Mercoire-apátság birtoka volt, innen kapta utónevét is.

### Demográfia
| Év   | Lakosság |
| ---- | -------- |
| 1793 | 182      |
| 1851 | 316      |
| 1876 | 386      |
| 1901 | 384      |
| 1936 | 232      |

| Év   | Lakosság |
| ---- | -------- |
| 1946 | 187      |
| 1954 | 151      |
| 1962 | 165      |
| 1968 | 130      |

| Év   | Lakosság |
| ---- | -------- |
| 1975 | 106      |
| 1982 | 109      |
| 1990 | 113      |
| 1999 | 121      |
| 2010 | 184      |

## Nevezetességei
- Templom – román stílusban épült, harangtornyát 1793-ban ledöntötték.
- Szent Rókus szobra a 18. századból származik.
- Le Choisinès kápolnája egy régi egyházi árvaházhoz tartozott.

## Kapcsolódó szócikk
- Lozère megye községei